# Hannes Keller (Unternehmer)

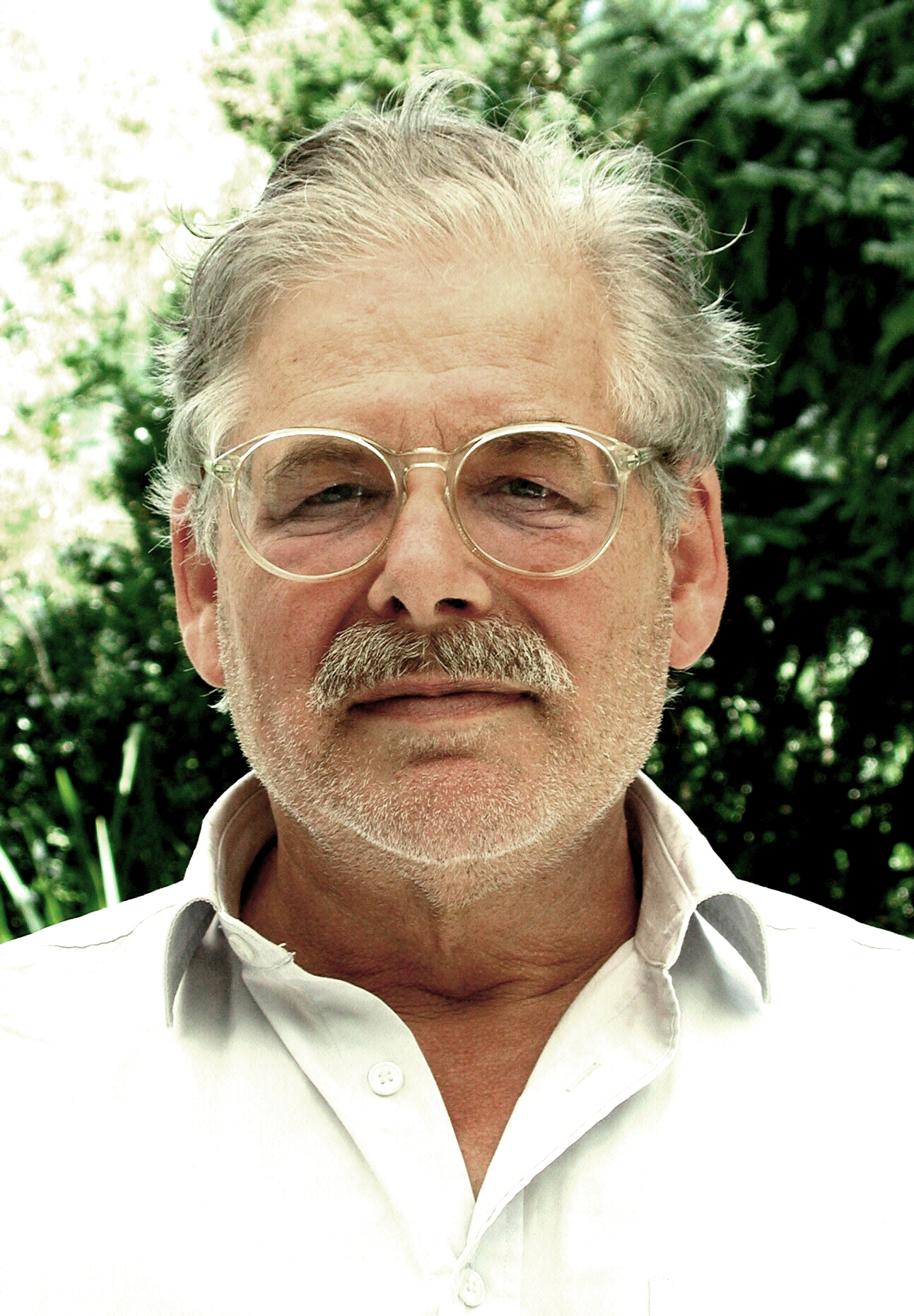
Hannes Keller (undatiert)

Hannes Keller (* 20. September 1934 in Winterthur; † 1. Dezember 2022 in Niederglatt) war ein Schweizer Tauch- und Computerpionier sowie Unternehmer.

## Leben
Hannes Keller wurde als Sohn eines Architekten geboren und wuchs behütet in Winterthur auf. Früh zeigte er grosse Neugier und wollte etwas Neues schaffen. Die Matura holte er nach, um an der Universität Zürich Philosophie, Mathematik und theoretische Physik studieren zu können. Er brach jedoch das Studium ab und wandte sich der Tauchforschung zu. Unterstützt durch Albert Bühlmann arbeitete er an Tauchtabellen für spezielle Atemgasmischungen, die aus 95 % Helium und 5 % Sauerstoff bestanden. 1961 gelang es ihm dank seiner erarbeiteten Tauchtabellen, mit seinem Partner McLeish im Lago Maggiore auf eine Tiefe von 230 m zu tauchen. Im Folgejahr erreichte er in einem spektakulären und zugleich tragischen Tauchgang mit einer Tauchglocke vor Kalifornien (Santa Catalina Island) über 300 m Tauchtiefe. Zwei weitere Taucher starben, Peter Small und Chris Whittacker. Die erreichte Tiefe wurde erst 1975 überboten.
Als erfolgreicher Unternehmer war Hannes Keller in den 1970er- und 1980er-Jahren ein führender Händler für IBM-PCs in der Schweiz. Er entwickelte Witchpen, Ways für Windows und Wizardmaker, frühe und erfolgreiche Anwendungen auf dem Gebiet der automatischen Rechtschreibkorrektur, der automatischen Übersetzung sowie der Makro-Aufnahme. Später war Keller im Verwaltungsrat der visipix.com AG.
Mit Hans Hess gründete er 1969 die Bekleidungsmarke Skin, welche erfolgreich Skianzüge für den Wettkampf herstellten, ab 1971 stattete die Skin AG die Schweizer Ski-Mannschaft aus. Hannes Keller stieg 1974 aus dem Geschäft aus und die Skin AG wurde liquidiert, Hans Hess machte alleine weiter.
Hannes Keller galt als guter klassischer Pianist. Er veröffentlichte mehrere Aufnahmen und gab Konzerte vor über 2000 Zuhörern. 1968 organisierte er in der Zürcher Tonhalle das Konzert Der Grosse Tartarov, bei dem Hauser als fiktiver russischer Pianist im Stil klassischer Komponisten improvisierte, ohne dass das Publikum informiert war.
Keller wohnte in Niederglatt im Kanton Zürich, wo er im Alter von 88 Jahren Anfang Dezember 2022 verstarb.